# الضيق (الطفة)

تعديل مصدري - تعديل

الضيق هي إحدى قرى عزلة آل عبد الله وآل هشام بمديرية الطفة التابعة لمحافظة البيضاء، بلغ تعداد سكانها 94 نسمة حسب تعداد اليمن لعام 2004.